# バスク一周
バスク一周（Itzulia Basque Country イツリア・バスク・カントリー）は、UCIワールドツアーに属する自転車プロロードレースのステージレース一つ。2017年以前の公式大会名は「ブエルタ・アル・パイス・バスコ（スペイン語: Vuelta al País Vasco）」「エウスカル・エリコ・イツリア（バスク語: Euskal Herriko itzulia）」であったが、2018年よりバスク語と英語の混合した現在の名称となった。

## 概要
1924年から毎年4月にスペイン・バスク地方を舞台にステージレースとして行われているが、1936年から1968年の間は中断されていた。ただし1939年および1945年には類似のレースが行われている。1969年に再開された第1回大会で総合優勝したのはフランスのジャック・アンクティルであった。
バスク地方はほとんどが山に囲まれており、フラットなコース設定がしにくいために、レースはクライマー、オールラウンダーの争いになることが多い。

## 歴代総合優勝者
| 年   | 優勝者                           | 国             |
| ---- | -------------------------------- | -------------- |
| 1924 | フランシス・ペリシエ             | フランス       |
| 1925 | オギュスト・フェルディック       | ベルギー       |
| 1926 | ニコラ・フランツ                 | ルクセンブルク |
| 1927 | ヴィクトル・フォンタン           | フランス       |
| 1928 | モリス・デワーレ                 | ベルギー       |
| 1929 | モリス・デワーレ                 | ベルギー       |
| 1930 | マリアーノ・カニャルド           | スペイン王国   |
| 1935 | ジーノ・バルタリ                 | イタリア       |
| 1969 | ジャック・アンクティル           | フランス       |
| 1970 | ルイス・ペドロ・サンタマリーナ   | スペイン       |
| 1971 | ルイス・オカーニャ               | スペイン       |
| 1972 | ホセ・アントニオ・ゴンサレス     | スペイン       |
| 1973 | ルイス・オカーニャ               | スペイン       |
| 1974 | ミゲル・マリア・ラサ             | スペイン       |
| 1975 | ホセ・アントニオ・ゴンサレス     | スペイン       |
| 1976 | ジャンバッティスタ・バロンケッリ | イタリア       |
| 1977 | ホセ・アントニオ・ゴンサレス     | スペイン       |
| 1978 | ホセ・アントニオ・ゴンサレス     | スペイン       |
| 1979 | ジョヴァンニ・バッタリン         | イタリア       |
| 1980 | アルベルト・フェルナンデス       | スペイン       |
| 1981 | シルヴァーノ・コンティーニ       | イタリア       |
| 1982 | ホセルイス・ラギア               | スペイン       |
| 1983 | フリアン・ゴロスペ               | スペイン       |
| 1984 | ショーン・ケリー                 | アイルランド   |
| 1985 | ペリョ・ルイスカベスタニー       | スペイン       |
| 1986 | ショーン・ケリー                 | アイルランド   |
| 1987 | ショーン・ケリー                 | アイルランド   |
| 1988 | エリック・ブロイキンク           | オランダ       |
| 1989 | ステファン・ロッシュ             | アイルランド   |

| 年   | 優勝者                               | 国             |
| ---- | ------------------------------------ | -------------- |
| 1990 | フリアン・ゴロスペ                   | スペイン       |
| 1991 | クラウディオ・キアプッチ             | イタリア       |
| 1992 | トニー・ロミンゲル                   | スイス         |
| 1993 | トニー・ロミンゲル                   | スイス         |
| 1994 | トニー・ロミンゲル                   | スイス         |
| 1995 | アレックス・ツェーレ                 | スイス         |
| 1996 | フランチェスコ・カーザグランデ       | イタリア       |
| 1997 | アレックス・ツェーレ                 | スイス         |
| 1998 | イニィーゴ・クエスタ                 | スペイン       |
| 1999 | ローラン・ジャラベール               | フランス       |
| 2000 | アンドレアス・クレーデン             | ドイツ         |
| 2001 | ライモンダス・ルムシャス             | リトアニア     |
| 2002 | アイトール・オサ                     | スペイン       |
| 2003 | イバン・マヨ                         | スペイン       |
| 2004 | デニス・メンショフ                   | ロシア         |
| 2005 | ダニーロ・ディルーカ                 | イタリア       |
| 2006 | ホセ・アンヘル・ゴメス・マルチャンテ | スペイン       |
| 2007 | フアン・ホセ・コーボ                 | スペイン       |
| 2008 | アルベルト・コンタドール             | スペイン       |
| 2009 | アルベルト・コンタドール             | スペイン       |
| 2010 | クリス・ホーナー                     | アメリカ合衆国 |
| 2011 | アンドレアス・クレーデン             | ドイツ         |
| 2012 | サムエル・サンチェス                 | スペイン       |
| 2013 | ナイロ・キンタナ                     | コロンビア     |
| 2014 | アルベルト・コンタドール             | スペイン       |
| 2015 | ホアキン・ロドリゲス                 | スペイン       |
| 2016 | アルベルト・コンタドール             | スペイン       |
| 2017 | アレハンドロ・バルベルデ             | スペイン       |
| 2018 | プリモシュ・ログリッチ               | スロベニア     |

| 年   | 優勝者                                                   | 国                                                       |
| ---- | -------------------------------------------------------- | -------------------------------------------------------- |
| 2019 | ヨン・イサギレ                                           | スペイン                                                 |
| 2020 | 新型コロナウイルス感染症の世界的流行 (2019年-)により中止 | 新型コロナウイルス感染症の世界的流行 (2019年-)により中止 |
| 2021 | プリモシュ・ログリッチ                                   | スロベニア                                               |
| 2022 | ダニエル・フェリペ・マルティネス                         | コロンビア                                               |
| 2023 | ヨナス・ヴィンゲゴー                                     | デンマーク                                               |
| 2024 | フアン・アユソ                                           | スペイン                                                 |
| 2025 | ジョアン・アルメイダ                                     | ポルトガル                                               |